# Sciapus latitarsus
Sciapus latitarsus är en tvåvingeart som beskrevs av Becker 1922. Sciapus latitarsus ingår i släktet Sciapus och familjen styltflugor.
Artens utbredningsområde är Taiwan. Inga underarter finns listade i Catalogue of Life.